# Silmsi (Kose)
Pour les articles homonymes, voir Silmsi.
Silmsi est un village de la commune de Kose du comté de Harju en Estonie.
Au 31 décembre 2011, le village compte 39 habitants.